# دیوید ایتو
دیوید ایتو (انگلیسی: David Ito؛ زادهٔ ۱۲ اوت ۱۹۶۶) بازیگر، صداپیشه، شخصیت‌های تلویزیونی در ژاپن، و اهالی کسب‌وکار اهل ژاپن است.